# Левассёр, Николя
Николя-Проспер Левассёр (фр. Nicolas-Prosper Levasseur; 9 марта 1791, Брель — 7 декабря 1871, Париж) — французский оперный певец; самый успешный и  востребованный французский бас первой половины XIX века.

## Биография
Обучался пению в Парижской консерватории у П.-Ж. Гара. Дебютировал в 1813 году на сцене Академии музыки в опере А. Гретри «Каирский караван» в роли Османа-паши. Выступал в крупнейших театрах Лондона в 1815—1816, 1829 и 1832 годах. С 1820 года выступал также в Милане в операх Моцарта, Россини, Майра и т. д., но в Италии не мог конкурировать с Лаблашем.
В 1819—1828 годах исполнял басовые партии в серьёзных и комических операх Россини в «Итальянском театре» Парижа. Здесь же исполнил партию дона Альваро («Путешествие в Реймс»), специально написанную для него. В 1827—1853 годах был солистом театра «Гранд-Опера», где выступал в мировых премьерах таких опер, как «Граф Ори» (гувернёр), «Вильгельм Телль» (Вальтер), «Роберт Дьявол» (Бертрам), «Гугеноты» (Марсель), «Пророк» (Захария), «Жидовка» (кардинал). 
Левассёр сочетал лучшие элементы французской вокальной школы и итальянского бельканто. Он обладал обширным диапазоном голоса, красивым тембром и насыщенным звучанием. Левассёру особенно удавались образы суровых, мрачных и жестоких героев: Моисей («Моисей в Египте»), Дуглас («Дева озера»), Ороэс («Семирамида»), Иркано («Риччардо и Зораида»), дон Базилио («Севильский цирюльник»), граф Альмавива («Свадьба Фигаро»), король Людовик VI («Эврианта»).
В 1841—1870 годах преподавал пение в Парижской консерватории.